# Giovanni Maiorano
Luigi Giovanni Maiorano (Manduria, 26 settembre 1974) è un politico italiano.

## Biografia
Nato nel 1974 a Manduria, ha conseguito la laurea in scienze giuridiche ed è entrato in servizio alla Polizia di Stato, raggiungendo la qualifica di Sovrintendente, prestando servizio anche presso la Sezione "Falchi" di Napoli.
Amministratore locale, ininterrottamente sin dal 2009 nel comune di Maruggio, ha ricoperto gli incarichi di vicesindaco e assessore con delega all'ambiente, ecologia, pubblica sicurezza e lavori pubblici. Dal 2019 è anche consigliere dell’Unione di comuni Terre del Mare e del Sole. Nel 2020 è candidato alle regionali della Puglia, risultando il primo dei non eletti. 
Nel 2017 aderisce a Fratelli d'Italia e nel 2021 viene nominato vice-coordinatore provinciale del partito per Taranto.
Alle elezioni politiche del 2022 per la XIX legislatura viene candidato alla Camera dei deputati nel collegio plurinominale Puglia – 03 (Altamura–Taranto), risultando eletto. Viene designato componente della IV Commissione Difesa della Camera dei deputati e, successivamente, membro della Commissione parlamentare antimafia.